# Велень (Вольштинський повіт)
Велень (пол. Wieleń) — село в Польщі, у гміні Пшемент Вольштинського повіту Великопольського воєводства.
Населення — 242 особи (2011).

## Демографія
Демографічна структура станом на 31 березня 2011 року:
|          | Загалом | Допрацездатний вік | Працездатний вік | Постпрацездатний вік |
| -------- | ------- | ------------------ | ---------------- | -------------------- |
| Чоловіки | 117     | 22                 | 83               | 12                   |
| Жінки    | 125     | 22                 | 70               | 33                   |
| Разом    | 242     | 44                 | 153              | 45                   |